# تپه قصر مشکان
تپه قصر مشکان مربوط به سدهٔ ۷ تا ۹ ه.ق است و در شهرستان خوشاب، بخش مشکان، روستای مشکان واقع شده و این اثر در تاریخ ۱۶ شهریور ۱۳۸۳ با شمارهٔ ثبت ۱۱۰۶۵ به‌عنوان یکی از آثار ملی ایران به ثبت رسیده است.